# Инюшин, Михаил Васильевич
Михаил Васильевич Инюшин (1906—1965) — советский гидростроитель, новатор промышленного производства, Герой Социалистического Труда (1958).

## Биография
В 1930 году окончил Ленинградский политехнический институт.
В 1930—1938 годах участвовал в строительстве Свирских гидроэлектростанций. В 1939 году вступил в ВКП(б).
В 1939—1965 годах работал главным инженером строительства Усть-Каменогорской ГЭС, начальником управления «Иртышгэсстрой». Инюшиным был предложен метод перекрытия реки с помощью плавучего моста оригинальной конструкции, который был впервые применён на строительстве Усть-Каменогорской ГЭС и нашёл широкое применение в советском гидростроительстве.
Избирался депутатом Верховного Совета СССР 4-го созыва, был кандидатом в члены ЦК Коммунистической партии Казахской ССР (1960—1965).
Умер 22 февраля 1965 года. Похоронен на Серафимовском кладбище в Ленинграде.

## Награды
- Герой Социалистического Труда
- Орден Ленина
- Орден Трудового Красного Знамени
- Медали
- Именем Инюшина названа школа № 1 г. Серебрянска Восточно-Казахстанской обл.